# Munka (közgazdaság)

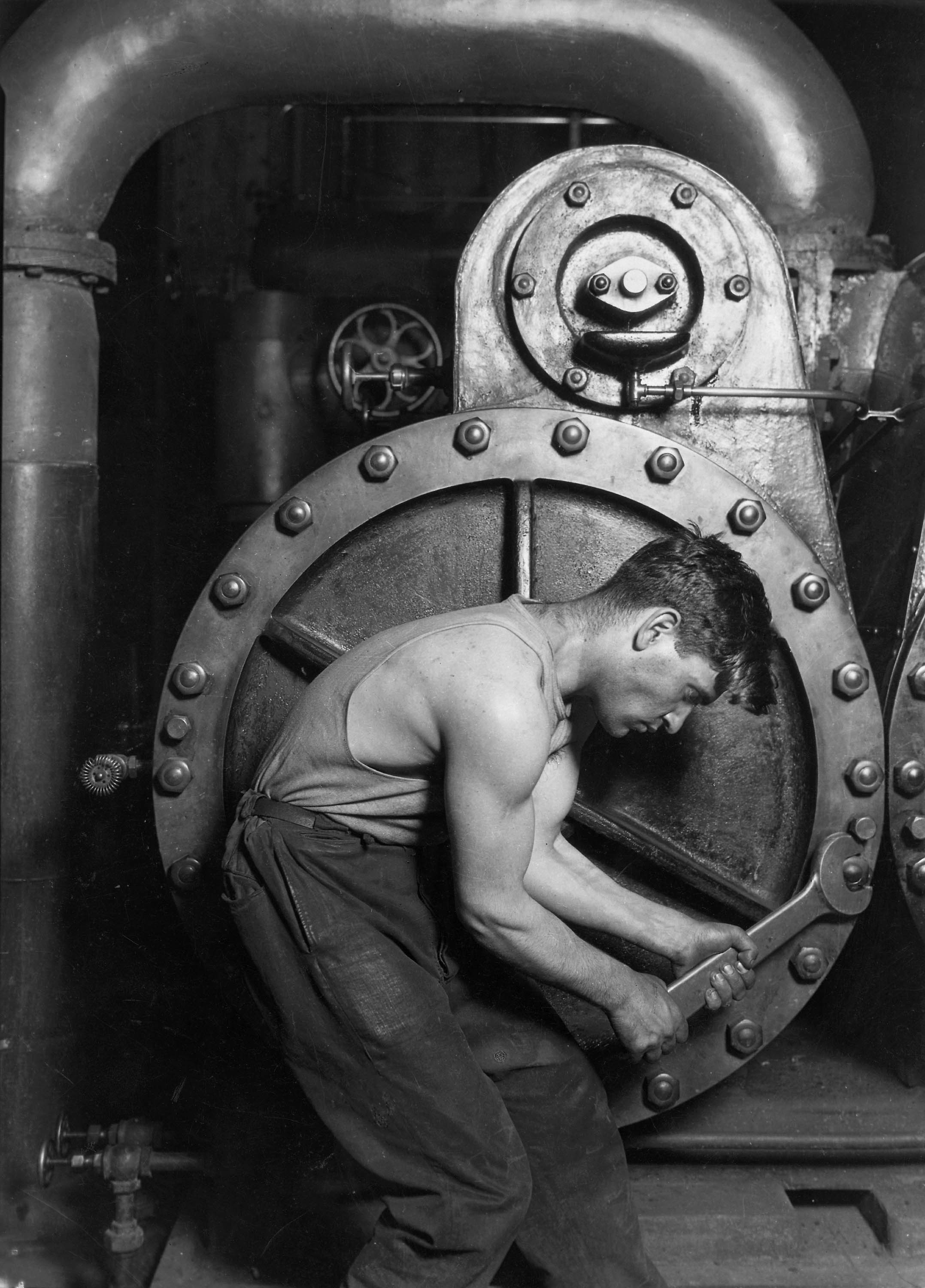
Egy munkás a gőzszivattyúnál (Fotó: Lewis Hine: Power House Mechanic, 1920)

Munkának nevezzük az ember (és/vagy gép) által energia (erőfeszítés) kifejtése révén hasznos, rendszerint ellenszolgáltatásért elvégzett különböző tartalmú tevékenységeket. A munka célirányos tevékenység: valaminek a létrehozására, átalakítására, megváltoztatására szolgál azért, hogy a keletkező javakat az ember vagy más haszonélvező használni, hasznosítani, elfogyasztani tudja. A munka jellege, keretei és hatásfoka a történelem során folyamatosan változott, mivel az ember igyekszik kevesebb fáradsággal fennmaradni, ezért leginkább olyan eszközök előállításával foglalkozik, kicsiny és nagy léptékben, amelyek a munka testi, fárasztó jellegét csökkentik, vagy megszüntetik.
Munka szláv eredetű szó, eredeti jelentése: kín, gyötrelem, szenvedés, erőfeszítés, vesződség.
A társadalmak nem nélkülözhetik a munkát, mert például a nem emberi munkával készült természeti kincsek, így a begyűjthető, vadászható élelmiszer sem férhető hozzá munka nélkül. Ugyanakkor a modern társadalmakban a legtöbb ember a munkát terhesnek, „büntetésnek” tekinti, ezért keresi a lehetőséget arra, hogy mások dolgozzanak neki vagy helyette. Kivételek a munkamániások vagy a saját munkájukat elhivatottságból végző egyének, akik többnyire élvezik munkájukat és az érte járó elismerést, hírnevet, megbecsülést vagy jövedelmet. A munka örömteliségét a flow-kutatás és -elmélet tárgyalja.

## A munkavégzés változása
Becslések szerint a mai fejlődés iránya továbbra is az, hogy egyre többen dolgoznak olyan eszközök, tárgyak, berendezések előállításán, amelyek birtokában a tulajdonosnak egyre kevesebbet kell tennie azért, hogy ezek az eszközök az általa kívánt tevékenységeket elvégezzék. Ezen irányzat legvége az autopoiesis (az önteremtés, az önmagát reprodukáló szervezet), amelynek előfutára maga a számítógép. A gépesítés, az automatizálás, a technológiai fejlesztés terén megtett lépések ebbe az irányba, míg a rabszolgatartás, a cselédek, a proletárok, bérmunkások, sorkatonák, a gyermekmunka a munka másokkal való elvégeztetésének irányába mutat.

## A munkavégzés a társadalomban
A munka antropológiai fogalom is. A munka eredetileg az ember szabad tevékenységét jelenti, amely által személyisége fejlődik. A teremtő, alkotó munka nélkül elképzelhetetlen az ember élete. Az alapszükségletek maslow-i hierarchiájában az önkiteljesedés áll a csúcson, amelynek elérése csak munkával lehetséges. A munkának ezenkívül van közösségi dimenziója is. A munka olyan dologra irányul, ami másnak is jó. Az életünk az emberek munkája által lesz szebb, jobb. 
Korunkban a munka fogalma mást is takar. Az ember munkája áruvá vált, aminek értékét a kereslet-kínálat határozza meg. E munka ráadásul sokszor nem az önkiteljesedés érdekében végzett munka, hanem a megélhetés szükségéből végzett munka. Ez a fajta munka ezen elképzelés szerint igazságtalan, mert az embert nem segíti a fejlődésben, az emberré válásban.

## Munkamánia
Egy társadalmilag elfogadott, sőt értékelt viselkedéses függőség. Egy önértékelési zavarokkal küzdő személy számára, ha nem képes tisztába jönni azzal, hogy ki is ő valójában, a munka adhatja meg azt a lehetőséget, hogy hasznosnak és fontosnak érezze magát. Mivel az önelfogadás kellemes érzését a munkától kapja meg, képtelen lassítani, a munkába feledkezéssel tartja távol a szorongást és depressziót. A munkamániás számára a tétlen hétvégék üresek és idegesítőek, szemben azzal aki szereti a munkáját, de azért ki tud kapcsolódni. A munkamániás kevésbé foglalkozik a családjával, gyermekeivel és saját egészségét is feláldozhatja a munka miatt, ugyanakkor valódi megnyugvást nem remélhet függőségétől.